# Blancmange
Blancmange — британский электронный нововолновый дуэт, образованный в 1979 году в Харроу, Лондон, Англия, вокалистом Нейлом Артуром (англ. Neil Arthur) и мультиинструменталистом Стивеном Люкомбом (англ. Stephen Luscombe), и соединивший в своём творчестве (согласно Allmusic) «артовые танцевальные ритмы Talking Heads с причудливой мелодраматичностью британского синт-попа начала 80-х».
Blancmange, дебютировавшие на сборнике Some Bizzare Album (вместе с Soft Cell и Depeche Mode), первого успеха в чартах добились с синглом «Feel Me», за которым последовал хит «Living on the Ceiling» (#7 UK Singles Chart, 1982). Выпустив ещё 8 синглов и три студийных альбома, самым успешным из которых стал второй, Mange Tout (1984 UK #8), дуэт в 1987 году распался.
После распада Люкомб с группой индийских музыкантов выпустил альбом Music From New Demons (1989) под псевдонимом The West India Company. Артур в 1994 году выпустил сольный альбом Suitcase.

## Дискография

### Студийные альбомы
- Happy Families (1982) — UK #30
- Mange Tout (1984) — UK #8
- Believe You Me (1985) — UK #54
- Blanc Burn (2011)
- Happy Families Too… (2013)
- Semi Detached (2015)
- Nil by Mouth (2015)
- Commuter 23 (2016)
- Unfurnished Rooms (2017)
- Wanderlust (2018)
- Nil by Mouth II (2019)
- Mindset (2020)

### Мини-альбомы
- «Irene & Mavis» (1980, 33rpm 7" Blaah Records)

### Компиляции
- Second Helpings (1990)
- Heaven Knows (1992)
- The Third Course (1994)
- Best of Blancmange (1996)
- The Platinum Collection (2006)

### Синглы
- «God’s Kitchen»/«I’ve Seen the Word» (1982) UK #65
- «Feel Me» (1982) UK #46
- «Living on the Ceiling» (1982) UK #7
- «Waves» (1983) UK #19
- «Blind Vision» (1983) UK #10
- «That’s Love That It Is» (1983) UK #33
- «Don’t Tell Me» (1984) UK #8
- «The Day Before You Came» (1984) UK #22
- «What’s Your Problem?» (1985) UK #40
- «Lose Your Love» (1985) UK #77
- «I Can See It» (1986) UK #71[3]